# 1. Division (Deutsches Kaiserreich)
Die 1. Division, für die Dauer des mobilen Verhältnisses auch als 1. Infanterie-Division bezeichnet, war ein Großverband der Preußischen Armee.

## Gliederung
Die Division war Teil des I. Armee-Korps. Ihr unterstanden:

### Friedensgliederung 1914
- 1. Infanterie-Brigade in Tilsit
  - Grenadier-Regiment „Kronprinz“ (1. Ostpreußisches) Nr. 1 in Königsberg
  - Infanterie-Regiment „von Boyen“ (5. Ostpreußisches) Nr. 41 in Tilsit und Memel (III. Bataillon)
- 2. Infanterie-Brigade in Königsberg
  - Grenadier-Regiment „König Friedrich Wilhelm I.“ (2. Ostpreußisches) Nr. 3 in Königsberg
  - Infanterie-Regiment „Herzog Karl von Mecklenburg-Strelitz“ (6. Ostpreußisches) Nr. 43 in Königsberg und Pillau (II. Bataillon)
- 1. Kavallerie-Brigade in Königsberg
  - Kürassier-Regiment „Graf Wrangel“ (Ostpreußisches) Nr. 3 in Königsberg
  - Dragoner-Regiment „Prinz Albrecht von Preußen“ (Litthauisches) Nr. 1 in Tilsit
- 1. Feldartillerie-Brigade in Königsberg
  - 1. Ostpreußisches Feldartillerie-Regiment Nr. 16 in Königsberg
  - 2. Ostpreußisches Feldartillerie-Regiment Nr. 52 in Königsberg

### Kriegsgliederung bei Mobilmachung 1914
- 1. Infanterie-Brigade
  - Grenadier-Regiment „Kronprinz“ (1. Ostpreußisches) Nr. 1
  - Infanterie-Regiment „von Boyen“ (5. Ostpreußisches) Nr. 41
- 2. Infanterie-Brigade
  - Grenadier-Regiment „König Friedrich Wilhelm I.“ (2. Ostpreußisches) Nr. 3
  - Infanterie-Regiment „Herzog Karl von Mecklenburg-Strelitz“ (6. Ostpreußisches) Nr. 43
- Ulanen-Regiment „Graf zu Dohna“ (Ostpreußisches) Nr. 8
- 1. Feldartillerie-Brigade
  - 1. Ostpreußisches Feldartillerie-Regiment Nr. 16
  - 2. Ostpreußisches Feldartillerie-Regiment Nr. 52
- 1. Kompanie/Pionier-Bataillon „Fürst Radziwill“ (Ostpreußisches) Nr. 1

### Kriegsgliederung vom 8. März 1918
- 1. Infanterie-Brigade
  - Grenadier-Regiment „Kronprinz“ (1. Ostpreußisches) Nr. 1
  - Grenadier-Regiment „König Friedrich Wilhelm I.“ (2. Ostpreußisches) Nr. 3
  - Infanterie-Regiment „Herzog Karl von Mecklenburg“ (6. Ostpreußisches) Nr. 43
  - Maschinen-Gewehr-Scharfschützen-Abteilung Nr. 31
  - 3. Eskadron/Ulanen-Regiment „Graf zu Dohna“ (Ostpreußisches) Nr. 8
- Artillerie-Kommandeur Nr. 1
  - 1. Ostpreußisches Feldartillerie-Regiment Nr. 16
  - I. Bataillon/Niedersächsisches Fußartillerie-Regiment Nr. 10
- Pionier-Bataillon Nr. 110
- Divisions-Nachrichten-Kommandeur Nr. 1

## Geschichte
Der Großverband wurde ursprünglich im März 1816 als Truppen-Brigade in Königsberg gegründet und am 5. September 1818 zur 1. Division erweitert. Das Kommando stand bis zur Auflösung 1919 in Königsberg.

### Gefechtskalender

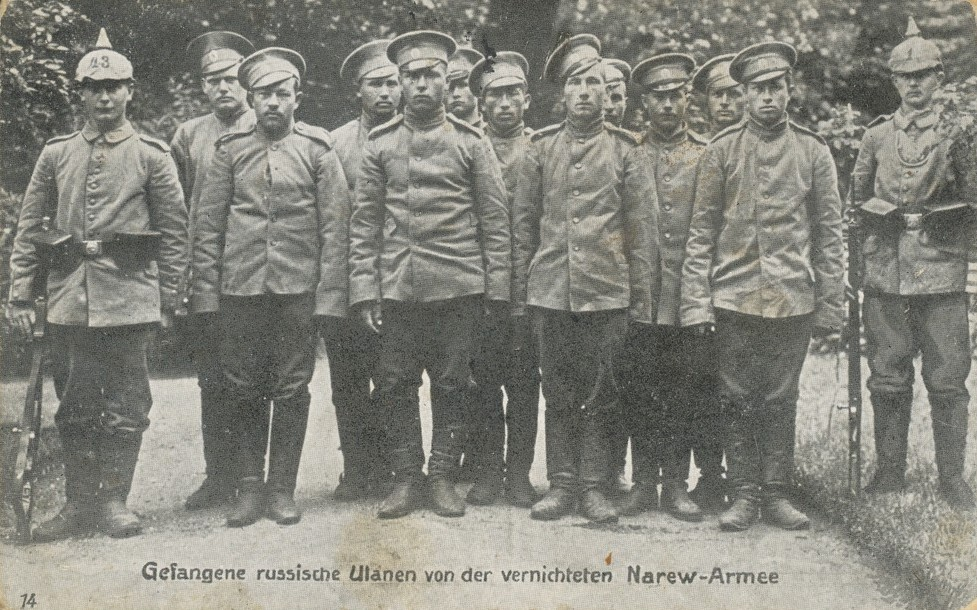
Ein Soldat des IR43 und ein Fahnenträger des GR 1 mit gefangenen russischen Ulanen nach der Schlacht von Tannenberg

#### 1914
- 13. August – Gefecht bei Bilderweitschen
- 15. August – Gefecht bei Kibarty
- 17. August – Gefecht bei Stallupönen
- 19. bis 20. August – Schlacht bei Schlacht bei Gumbinnen
- 23. bis 31. August – Schlacht bei Tannenberg
  - 26. August – Heinrichsdorf, Seeben
  - 27. August – Gefecht von Usdau
  - 28. August – Soldau-Neidenburg
  - 29. August – Neidenburg-Soldau
  - 30. bis 31. August – Neidenburg-Willenberg
- 05. bis 15. September – Schlacht an den Masurischen Seen (Goldap-Angerburg)
  - 7. bis 8. September – Gefecht bei Arys auf dem Truppenübungsplatz Arys, wo man noch im Mai geübt hatte.
- 24. September – Gefecht bei Kopciowo
- 25. bis 30. September – Gefechte an der Memel
- 01. Oktober bis 5. November – Stellungskampf bei Wizajny und am Hancza-See
- 06. bis 12. November – Kämpfe nördlich der Rominter Heide
- 13. bis 16. November – Schlacht an der Romintener Heide
- 25. bis 29. November – Schlacht um Łódź
- 30. November bis 17. Dezember – Schlacht bei Lowicz-Sanniki
- ab 18. Dezember – Schlacht bei Rawka-Bzura (östlich Bolimów)

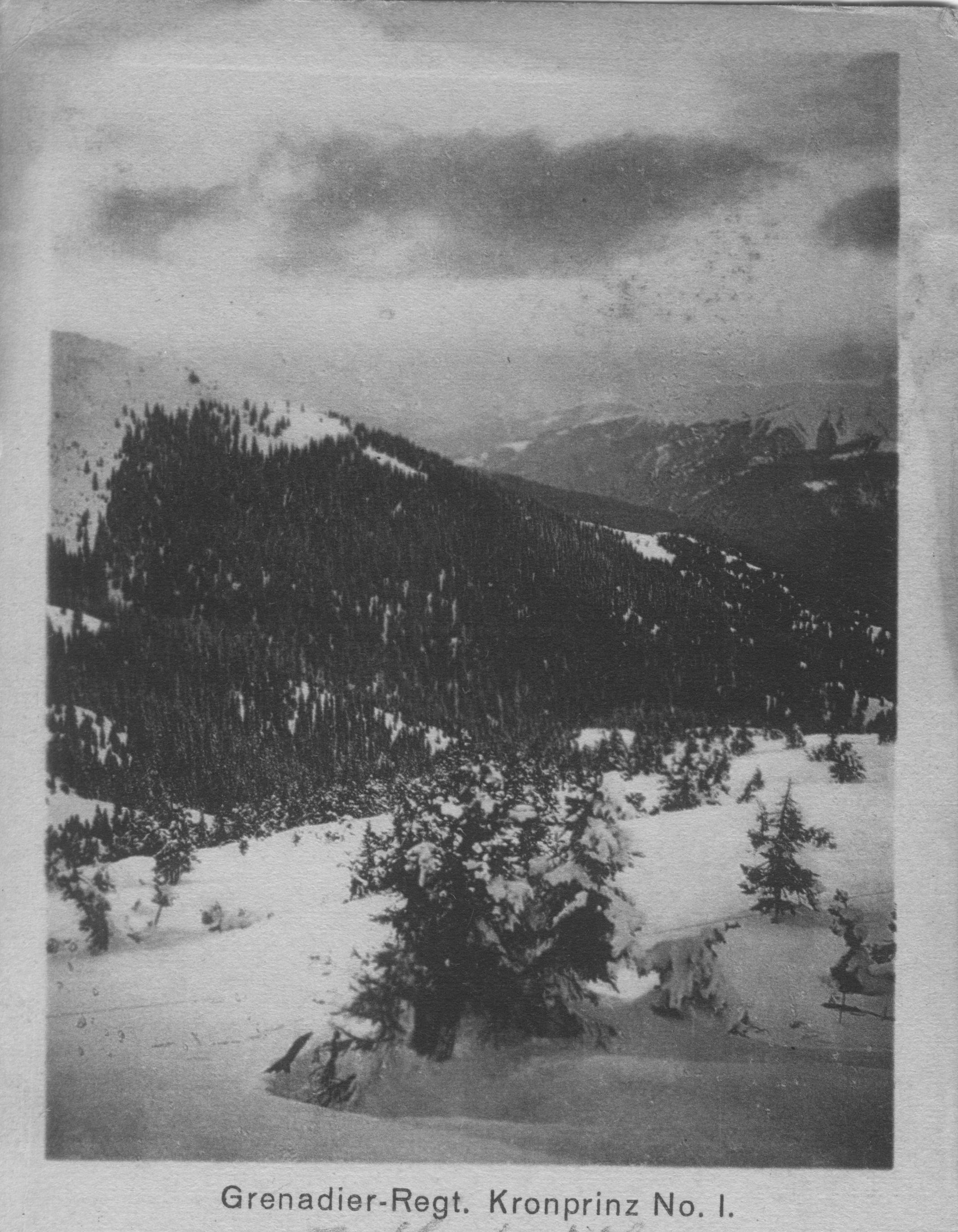
Der Zwinin als Postkarte des Grenadier-Regiments „Kronprinz“ (1. Ostpreußisches) Nr. 1

#### 1915
- bis 8. Januar – Schlacht bei Rawka-Bzura (östlich Bolimów)
- 07. bis 25. Januar – Transport in die Karpatenukraine
- 25. bis 28. Januar – Gefecht bei Vezerszallas
- 29. bis 30. Januar – Gefecht am Verecke-Pass
- 31. Januar bis 2. Februar – Gefecht am Lysa-Pass
- 03. bis 4. Februar – Gefecht bei Orawa
- 05. Februar bis 9. April – Erstürmung des Zwinin
- 10. April bis 12. Mai – Gefecht bei Koziowa
- 24. April – Erstürmung des Ostry
- 12. bis 17. Mai – Verfolgung in den Karpathen
- 18. Mai bis 3. Juni – Schlacht bei Stryj
- 04. bis 9. Juni – Verfolgung in Galizien
- 10. bis 22. Juni – Schlacht bei Zydaczow
- 23. bis 27. Juni – Übergang über den Dnjestr
- 27. bis 29. Juni – Schlacht an der Gnila-Lipa
- 30. Juni bis 6. Juli – Verfolgung zwischen Gnila-Lipa und Zlota-Lipa
- 15. bis 18. Juli – Schlacht bei Maslomencze
- 19. bis 30. Juli – Schlacht bei Hrubieszow
- 31. Juli – Schlacht bei Strelcze
- 01. bis 3. August – Schlacht bei Cholm
- 11. bis 12. August – Schlacht an der Ucherka
- 13. bis 17. August – Schlacht bei Wlodawa
- 18. bis 24. August – Angriff auf Brest-Litowsk
- 25. bis 26. August – Einnahme von Brest-Litowsk
- 27. bis 28. August – Verfolgung auf Kobryn
- 31. August bis 1. September – Schlacht bei Horodec
- 04. bis 6. September – Schlacht bei Drohiczyn-Chomsk
- 08. bis 15. September – Verfolgung nach Pinsk
- 17. September bis 10. Oktober – Gefecht bei Pinsk und Logoschin
- 25. bis 26. September – Übergang über den Styr
- 28. September bis 1. Oktober – Schlacht am Kormin und an der Putilowka in den Pripjetsümpfen
- 05. Oktober bis 14. November – Gefechte am Styr
  - 17. bis 18. Oktober – Russischer Einbruch im Styrbogen bei Czartorysk; das GR1 büßt fast 2/3 der Mannschaftsstärke ein, 3.GR fast 1/3 der Mannschaftsstärke
- 01. bis 12. November – Gefechte bei Lissowo-Budki-Nowosielki
- 13. November – Schlacht bei Czartorysk
- ab 15. November – Stellungskampf am Styr
  - ab 31. Dezember – Gefecht bei Tschaplin

#### 1916
- bis 1. Februar – Stellungskampf am Styr
  - bis 1. Januar – Gefecht bei Tschaplin
- 05. bis 8. März – Transport nach dem Westen

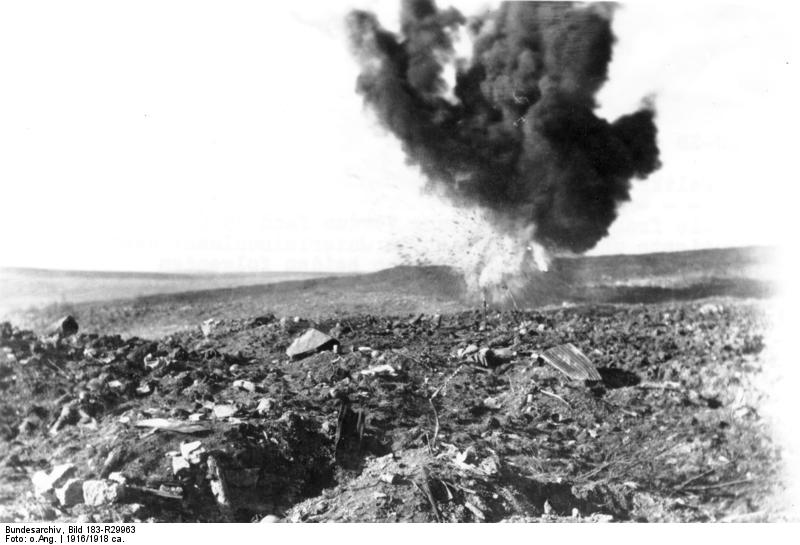
Das Schlachtfeld von Verdun

- 05. März bis 19. April – Reserve der OHL
- 20. April bis 17. Juli – Schlacht um Verdun
  - 20. April bis 1. Juni – Kämpfe zwischen Vaux und Caillette-Wald
  - 21. April bis 5. Mai – Kämpfe im Cailette-Wald
  - 1. Juni – Erstürmung der Britenschlucht, Übergang über den Vaux-Sumpf, Erstürmung des Fumin
  - 2. Juni – Erstürmung von Damloup
  - 8. Juni – Erstürmung des Infanteriewerkes westlich Fort Vaux
- 31. Juli bis 11. August – Transport nach dem Osten in die Bukowina

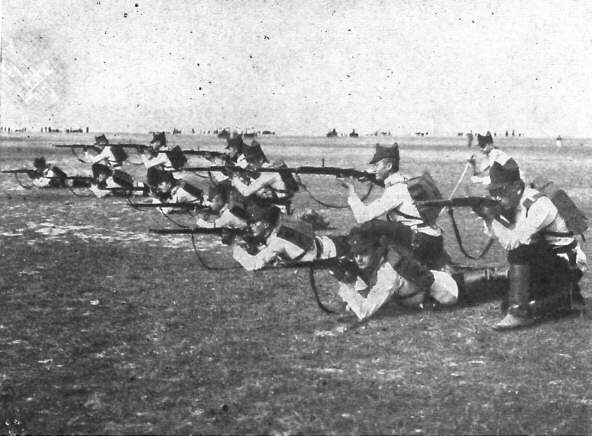
Rumänische Infanterie

- 11. bis 31. August – Augustkämpfe bei Kirlibaba (Sarata)
  - 11. bis 14. August – Kämpfe um Klein-Kitka und k.k. Gestüthof Luczina
  - 12. August – Kämpfe am Capul
  - 14. bis 16. August – Kämpfe auf der Bojernikowata
  - 17. August – Erstürmung der Stara-Obczyna
  - 18. August – Erstürmung des Măgura
  - 22. August – Erstürmung der Stara-Wipczyna
- 01. bis 30. September – Septemberschlacht in den Karpathen
  - 3. bis 8. September – Kämpfe um die Zupania, Kruhla-Kiczerka, Bojernikowata, Stara-Obczyna, Stara-Wipczyna, Magura
  - 9. bis 11. September – Kämpfe am Omului und Magurita
  - 11. bis 12. September – Kämpfe am Riepieti und Fantana-Stancului
  - 21. bis 23. September – Kämpfe am Margurita, Fantanelele und Omului
- 27. September 1916 – Das Infanterie-Regiment „von Boyen“ (5. Ostpreußisches) Nr. 41 tritt in den Verband des 221. Infanterie-Division über
- 27. September 1917 – Truppenbesichtigung der Division durch den Kaiser
- ab 1. Oktober – Stellungskämpfe in den Waldkarpathen
  - 14. bis 17. Oktober – Kämpfe bei Kirlibaba
  - 28. November bis 6. Dezember – Kämpfe am Gura Rucada

#### 1917
- bis 24. Juli – Stellungskämpfe in den Waldkarpathen
  - Im April 1917 soll es zu einer dreiwöchigen Verbrüderung mit der russischen Armee gekommen sein.[1]
  - Anfang Juli 1917 war die Division im Raum Kirlibaba – Dorna Watra in Stellung gegangen.[1]
- 27. Juli 1917 Verfolgung der zurückweichenden russischen Truppen entlang des Sereth.[1]
  - 25. Juli bis 10. August – Rückeroberung der Bukowina
- 11. August bis 21. November – Stellungskämpfe an der Ostgrenze der Bukowina
- 28. November bis 5. Dezember – Transport nach dem Westen
  - Anfang Dezember wurde die Division in der Nähe von Czernowitz per Bahn über Kolomyja, Stanislau, Lemberg, Tarnau, Oppeln, Breslau, Dresden, Leipzig, Halle, Kassel, Koblenz, Trier nach Lothringen (südlich von Étain) gesandt, um dort das 13. Reserve-Division zu entlasten. Es stand vom 27. Dezember bis 23. Januar im Bereich von Moulainville.[1]
- 29. November bis 29. Dezember – Reserve der OHL
- ab 29. Dezember – Stellungskämpfe vor Verdun

#### 1918
- bis 1. März – Stellungskämpfe vor Verdun
- 02. bis 20. März – Kämpfe in der Siegfriedstellung und Vorbereitungszeit für die „Große Schlacht in Frankreich“
- 21. März bis 6. April – Große Schlacht in Frankreich
  - 21. bis 22. März – Der Durchbruch zwischen Gouzeaucourt und Vermand
  - 23. bis 26. März – Verfolgungskämpfe im Sommegebiet
  - 25. März – Sturm auf die Höhen bei Cléry
  - 27. März – Sommeübergang bei Chipilly und Handstreich bei Warfusée-Abancourt
  - 28. März bis 5. April – Durchbruch durch die Stellung bei Hamel, östlich Amiens
- 07. April bis 3. Mai – Kämpfe an der Ancre, Somme und Avre
- 24. bis 26. April – Schlacht bei Villers-Bretonneux, an Luce und Avre
- 08. Mai bis 11. Juli – Reserve der Oberste Heeresleitung
- 15. bis 17. Juli – Angriffsschlacht an der Marne und in der Champagne
- 18. bis 25. Juli – Abwehrschlacht zwischen Soissons und Reims
- 26. Juli bis 2. August – Die bewegliche Abwehrschlacht zwischen Marne und Vesle
- 08. bis 16. September – Kämpfe vor und in der Siegfriedstellung
- 26. September bis 9. Oktober – Stellungskämpfe bei Reims
- 10. bis 12. Oktober – Kämpfe vor der Hunding- und Brunhild-Front
- 13. bis 24. Oktober – Stellungskämpfe an der Aisne
- 25. bis 29. Oktober – Abwehrschlacht in der Hundingstellung
- 05. bis 11. November – Rückzugskämpfe vor der Antwerpen-Maas-Stellung
- 12. November bis 5. Dezember – Räumung des besetzten Gebietes und Marsch in die Heimat

## Kommandeure
| Dienstgrad                   | Name                           | Datum                                                            |
| ---------------------------- | ------------------------------ | ---------------------------------------------------------------- |
| Generalmajor                 | Karl Heinrich von Zielinski    | 24. September 1815 bis 7. März 1817                              |
| Generalmajor                 | Ludwig von Wrangel             | 05. September 1818 bis 25. September 1823                        |
| Generalmajor/Generalleutnant | Heinrich von Wylich und Lottum | 26. September 1823 bis 27. November 1829                         |
| Generalmajor                 | Karl von Uttenhoven            | 30. März 1832 bis 29. März 1834 (mit der Führung beauftragt)     |
| Generalmajor                 | Karl von Uttenhoven            | 30. März bis 27. Juni 1834                                       |
| Generalmajor/Generalleutnant | Friedrich Wilhelm von Hessen   | 07. September 1834 bis 29. März 1839                             |
| Generalmajor                 | August von Kanitz              | 30. März 1839 bis 9. September 1840 (mit der Führung beauftragt) |
| Generalmajor                 | August von Kanitz              | 10. September 1840 bis 1. Dezember 1841                          |
| Generalmajor/Generalleutnant | Karl August von Esebeck        | 07. April 1842 bis 4. März 1845                                  |
| Generalmajor/Generalleutnant | Gustav von Below               | 16. November 1848 bis 8. November 1852                           |
| Generalmajor/Generalleutnant | Ferdinand von Winning          | 17. Februar 1853 bis 5. April 1855                               |
| Generalleutnant              | Bernhard von Plehwe            | 01. März 1855 bis 2. Dezember 1857                               |
| Generalleutnant              | Karl Friedrich von Steinmetz   | 03. Dezember 1857 bis 28. Januar 1863                            |
| Generalleutnant              | Karl von Griesheim             | 29. Januar 1863 bis 6. Dezember 1865                             |
| Generalleutnant              | Georg Friedrich von Großmann   | 04. Januar bis 16. September 1866                                |
| Generalleutnant              | Georg Ferdinand von Bentheim   | 17. September 1866 bis 4. Januar 1871                            |
| Generalmajor                 | Wilhelm von Gayl               | 05. Januar bis 22. Mai 1871 (mit der Führung beauftragt)         |
| Generalmajor/Generalleutnant | Wilhelm von Gayl               | 23. Mai 1871 bis 14. März 1873                                   |
| Generalleutnant              | Kuno von der Goltz             | 15. März 1873 bis 21. Dezember 1876                              |
| Generalleutnant              | Hugo von Kottwitz              | 22. Dezember 1876 bis 5. Februar 1878                            |
| Generalleutnant              | Emil von Conrady               | 05. Februar 1878 bis 11. April 1879                              |
| Generalleutnant              | Friedrich von Beckedorff       | 12. April 1879 bis 4. Februar 1881                               |
| Generalmajor                 | Oskar von Nachtigal            | 05. Februar 1881 bis 29. März 1881 (mit der Führung beauftragt)  |
| Generalleutnant              | Oskar von Nachtigal            | 30. März 1881 bis 16. April 1883                                 |
| Generalleutnant              | Julius von Verdy du Vernois    | 17. April 1883 bis 14. Januar 1887                               |
| Generalleutnant              | Hermann von Melchior           | 15. Januar 1887 bis 2. Juli 1888                                 |
| Generalmajor                 | Hans von Werder                | 07. bis 11. Juli 1888 (mit der Führung beauftragt)               |
| Generalleutnant              | Hans von Werder                | 12. Juli 1888 bis 28. Juni 1891                                  |
| Generalleutnant              | Gerhard von Pelet-Narbonne     | 29. Juni 1891 bis 13. Mai 1894                                   |
| Generalleutnant              | Ernst von Petersdorff          | 14. Mai 1894 bis 26. Januar 1895                                 |
| Generalleutnant              | Ferdinand von Stülpnagel       | 27. Januar 1895 bis 3. April 1899                                |
| Generalmajor                 | Karl Botho zu Eulenburg        | 04. bis 17. April 1899 (mit der Führung beauftragt)              |
| Generalleutnant              | Karl Botho zu Eulenburg        | 18. April 1899 bis 17. Februar 1902                              |
| Generalleutnant              | Hans von Gronau                | 27. Oktober 1903 bis 1. Oktober 1907                             |
| Generalmajor                 | Hans von Guretzky-Cornitz      | 20. März bis 20. April 1911 (mit der Führung beauftragt)         |
| Generalleutnant              | Hans von Guretzky-Cornitz      | 21. April 1911 bis 26. Dezember 1913                             |
| Generalleutnant              | Richard von Conta              | 01. Januar 1914 bis 19. Juli 1916                                |
| Generalleutnant              | Conrad Paschen                 | 20. Juli 1916 bis November 1918                                  |
| Generalleutnant              | Detlev Vett                    | 15. Februar bis zum 25. Juli 1919                                |